# 우디 거스리
우디 거스리(Woodrow Wilson "Woody" Guthrie, 1912년 7월 14일 ~ 1967년 10월 3일)는 미국의 포크송 싱어송라이터이다. 대공황에 고통받는 노동자의 감정을 노래했다. 밥 딜런에게 큰 영향을 주었다.

## 생애

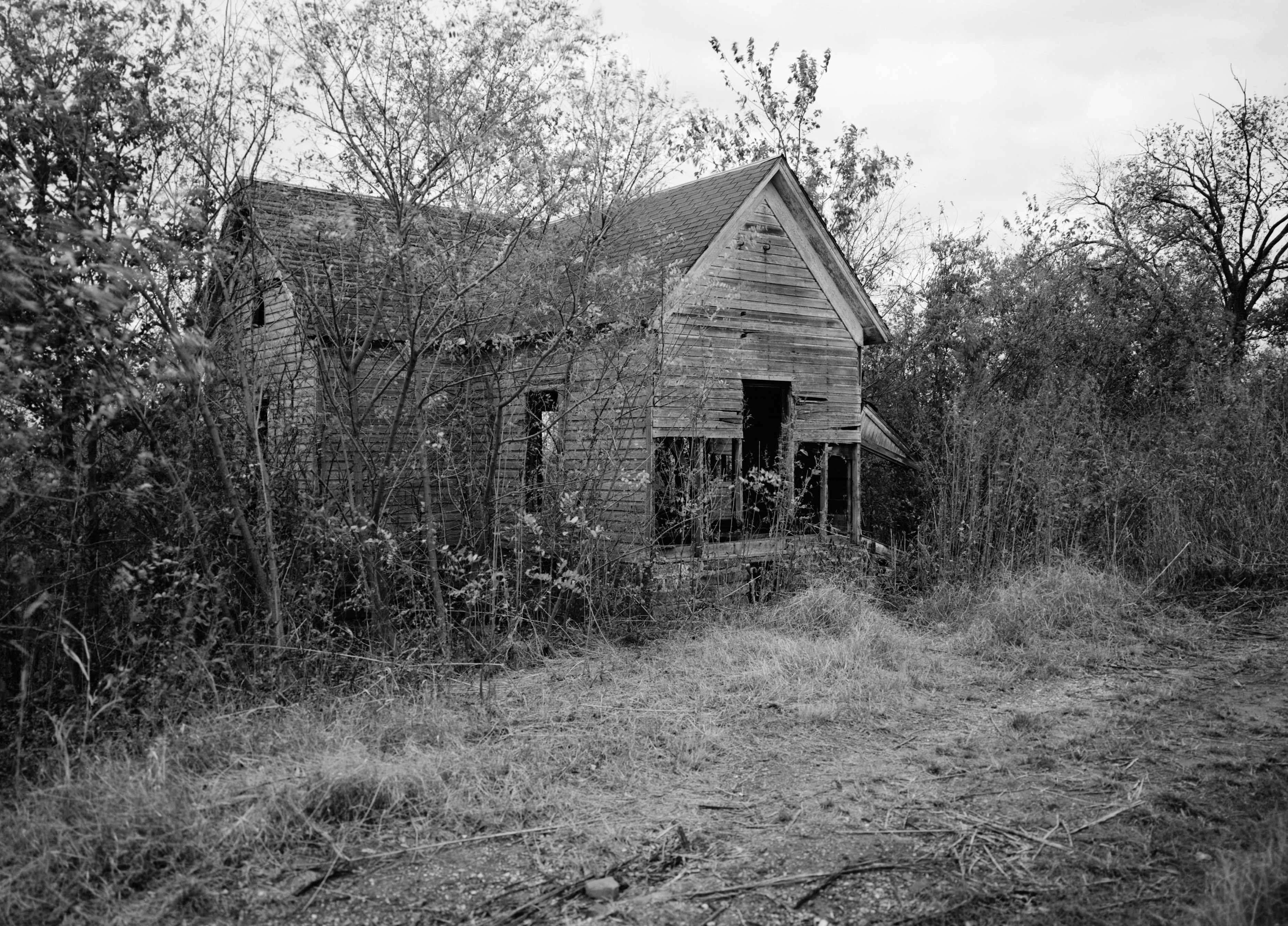
1979년 찍은 우디 거스리의 유년기 집

그는 오클라호마 작은 마을 오케마(Okemah)의 중산층 집안에서 태어났다. 어린 시절 누나 클라라를 잃고 어머니마저 염색체 이상으로 발생하는 유전적 정신병인 헌팅턴 무도병이 발병하여 정신병으로 병원에 입원하는 등 불우한 가정환경에서 자랐다. 10대 말 사업을 하던 아버지가 토지에 무리하게 투자를 했다가 대공황과 함께 빈털터리가 되면서 가족은 헤어나올 수 없는 가난의 늪에 빠졌다고 한다.
이러한 환경 때문에 우디 거스리는 16세 때 학교를 그만두고 불량 청소년들과 어울리면서 싸움패가 되어 거리를 배회하곤 했는데, 이 때 거리에서 하모니카와 기타, 그리고 하층민들의 노래와 민요들을 배웠다. 잠깐 그의 음악적 재능을 살려 삼촌인 제프 거스리의 유랑 쇼에 출연하기도 했지만, 어머니가 정신병원에서 돌아가시고 대공황의 여파로 아버지의 사업과 고향 오키마마저 폐허로 몰락하자 1931년 텍사스로 이주한다.
1933년 동료 음악인인 매트 제닝스의 여동생 메리와 결혼하여 알로, 노라 등 3남매를 낳았으나 1935년 텍사스를 휩쓸고 간 대황사폭풍으로 생활의 기반을 잃고, 가족과 함께 캘리포니아로 2년간의 고단하고 긴 이주여행의 길을 떠나게 된다. 오키스(Okies)라고 불리는 이주행렬 속에서 우디 거스리는 민요와 노래들을 채집하면서 자신의 철학과 음악적 스타일을 확립하였는데, 후에 이때 채집한 노래들과 자신의 경험을 바탕으로 〈This land is your land〉를 비롯하여 〈I ain't got no home〉, 〈Goin' down the road feeling bad〉, 〈Talking dust bowl blues〉, 〈Tom Jod and hard travelling〉 등을 작곡했다.
정치에도 뜻을 둔 아버지를 따라 이런저런 집회 등을 다니며 미국 현실에 눈을 뜬 거스리는 보고 겪은 가난과 차별의 현실을 노래로 만들어 부르기 시작했고, 1940년 뉴욕으로 건너간 뒤 노동자들을 위한 콘서트와 방송출연, 작곡, 레코딩 등의 음악활동 외에 〈Daily worker nyc〉, 〈People's world on west coast〉, 〈common bound〉 등의 좌파 매체에 정치적 칼럼을 쓰기도 하는 등 왕성한 활동을 펼친다. 미국 포크음악의 선구자 중 한 사람인 피트 시거를 만난 것도 이때이고, 후일의 위버스로 이어지는 좌파 밴드 앨머닉 싱어스를 결성한 것도 이 무렵이다. 그러나 왕성한 활동과 음악적인 성공에도 불구하고, 우디 거스리는 로맥스, 피트시거 등과 미국 전역을 돌며 민요채집을 나서는가 하면, 미 정부의 요청으로 잠시 그랜드 쿠리댐 건설 현장에 머물면서 댐건설을 노래 모음집인 〈The Columbia River Songs〉를 발표한다. 1943년에는 눈을 밖으로 돌려 북아프리카, 시칠리, 영국 등지를 여행하며 각국의 민속악기와 민요를 수집하는 한편, 콘서트를 열기도 했다.
제2차 세계대전이 일어나자 우디 거스리는 군에 입대하여 육군과 해군에서 복무하면서, 파시즘을 반대하는 음악을 만들기도 했으며 동요모음집인 〈Songs to grow on〉을 발표하여 언론의 극찬을 받기도 했다. 전쟁이 끝나고 우디 거스리는 뉴욕 브룩클린의 코니아일랜드에 가족과 함께 정착하여 작곡과 집필활동에 전념했다. 이러한 그의 노력으로 1950년대에 들어서서 포크음악의 붐이 일어나기 시작하였지만, 정작 우디 거스리는 이 때부터 유전으로 내려오던 헌팅턴 무도병이 발병하여 육체적으로 정신적으로 쇠약해지기 시작한다. 결국 1954년 우디 거스리는 활동을 접고, 스스로 그레이스톤 정신병원에 입원한다. 그리고는 매카시즘의 광풍에 시달리다가 1967년 10월 3일 뉴욕 퀸스의 크리드무어 정신병원에서 사망한다.

## 유산
그의 대표곡 중 하나인 1944년 노래 〈This Land is Your Land〉는 어빙 벌린의 애국적 건전가요 〈God Bless America〉를 편곡하고 가사를 바꿔 부른 노래였다. 그 멋지고 풍요롭다는 미국이 당신들만의 땅이 아니라 너와 나 우리 모두의 땅이라고 들려주는 그의 노래는 서민들 사이에 큰 인기를 끌며, 제2의 미국 국가로 통하게 됐고, 2009년 1월 링컨기념관에서 열린 버락 오바마 대통령 취임식 공연에서 피트 시거 등이 저 노래를 불렀다. 1941년 독일 잠수함 공격에 침몰한 미국 구축함 루벤 제임스의 희생자들을 추모하는 노래 〈The Sinking Of The Reuben James〉, 노동운동의 찬가 〈Roll The Union On〉 등이 그와 그의 알머낵 싱어스가 부른 노래였다.
그의 죽음 뒤로 밥 딜런, 조엔 바에즈 등 빼어난 모던 포크 가수들이 활약했다. 그들이 1970년 9월 12일 우디 거스리의 3주기 추모공연을 LA 할리우드볼에서 가졌고, 그 공연에서 조엔 바에즈는 거스리가 가장 좋아했다는 노래, 〈Hobo's Lullaby〉를 불렀다. 1976년 그의 일생을 다룬 영화 《Bound for Glory》(우디 거스리의 작품 제목을 그대로 사용했음)가 만들어졌고, 1998년에는 포크의 정신을 계승한 영국출신의 펑크록 가수 빌리 브랙(Billy Bragg)이 우디 거스리의 미발표 글 중에서 노랫말을 발췌하여 《Mermaid Avinue》(머메이드 아비뉴는 우디 거스리가 살았던 거리 이름)라는 앨범을 제작했다. 그리고 새천년이 시작되던 2000년 우디 거스리의 〈This Land is Your Land〉는 미국인들이 뽑은 20세기의 명곡 가운데 한 곡으로 선정되는 영광을 안았다.